# Nagy zugpók
A nagy zugpók (Eratigena atrica) a pókszabásúak (Arachnida) osztályának a pókok (Araneae) rendjébe, ezen belül a főpókok (Araneomorphae) alrendjébe és a zugpókfélék (Agelenidae) családjába tartozó faj.
Az Eratigena póknem típusfaja.

## Rendszertani besorolása
2013-ban törzsfejlődéses (philogenesis) kutatást végeztek a Tegenaria póknemben. A kutatásból kitudódott, hogy ez a póknem valójában nem monofiletikus, azaz nem egy közös rendszertani őstől származó élőlények összességét foglalja magába, hanem igen hasonló pókok voltak idegyűjtve. Ennek következtében 2015 novemberében a genetikailag nem idetartozó pókokat kivonták a Tegenaria nemből, és áthelyezték a számukra létrehozott Eratigena póknembe, ahová manapság a nagy zugpók is tartozik.

## Előfordulása
A nagy zugpók elterjedési területe Európa és Szibéria. Rendszeresen előfordul, néha igen gyakori. Meglepően rövid idő alatt tud az újonnan épült házakban megjelenni.

## Megjelenése
A nagy zugpók testnagysága 1–1,8 centiméter, Közép-Európa legnagyobb pókjaihoz tartozik. Közép- vagy sötétbarna színű, erősen szőrös. Az általános félelem e pókkal szemben teljesen megalapozatlan. Csáprágói olyan gyengék, hogy az emberi bőrt nem képesek áthasítani.

## Életmódja
A nagy zugpók épületekben és barlangokban él. Tápláléka szúnyogok és legyek. A nagy zugpókok a falszögletekben 50 centiméter hosszú, háromszög alakú, vízszintes hálókat szőnek, amelyek közepükön vagy egyik oldalukon tölcsérbe torkollnak. A pókok a tölcsérben tartózkodnak. Mikor a háló elporosodik, az állat újat készít a régi fölött. E sajátos hálókészítés a zugpókfélék családjának mindegyik fajára jellemző. Nincs meghatározott párosodási ideje. Ez a pók több évig is elélhet.